# Teatr Narodowy w Pekinie
Teatr Narodowy w Pekinie (chin. upr. 国家大剧院, chin. trad. 國家大劇院, pinyin Guójiā dà dài jùyuàn, ang. National Centre for the Performing Arts) – futurystyczny budynek znajdujący się w centrum Pekinu, tuż za Wielką Halą Ludową, która oddziela go od zachodniej pierzei placu Tian’anmen. Prace budowlane trwały od grudnia 2001 do grudnia 2007 roku. Koszt budowy wyniósł prawie 3 miliardy juanów. 
Budynek, zaprojektowany przez francuskiego architekta Paula Andreu, wykonany jest z tytanu i szkła. Przypominający swoim wyglądem odwróconą czaszę, ma wymiary 212×144 metry i 46 metrów wysokości. Zajmuje powierzchnię 180 000 m² i podzielony jest na trzy sale: operową, teatralną i koncertową, mogące pomieścić w sumie 6500 widzów. Otoczony jest sztucznym jeziorem, pod którym biegnie tunel stanowiący wejście do budynku.
Futurystyczna bryła budynku kontrastuje z socrealizmem Wielkiej Hali Ludowej i tradycyjną architekturą położonego po drugiej stronie ulicy Zakazanego Miasta. Według słów Andreu podział budynku na część przeszkloną i nieprzeszkloną jest odwzorowaniem filozofii dao, a umieszczenie jego okrągłej bryły na kwadratowym jeziorze odwołaniem do tradycyjnych chińskich wyobrażeń na temat Nieba i Ziemi.